# Östhammars Nyheter
Östhammars Nyheter var en lokaltidning för Östhammars kommun. Utgivningsperioden var den 3 oktober 1996 till 18 december 2015. Tidningen som i dagligt tal kallades ÖN gavs i slutet av utgivningstiden ut av mediakooperativet Fria Tidningar.
Tidningen startade med 4 provnummer i maj månad 1996. 1996 till 1998 hette tidningen Östhammars Nyheter / Nyhetstidning för Alunda, Gimo, Öregrund, Österbybruk och Östhammar. Den skiftade sedan namn lite men sista åren 2006-2015 var titeln Östhammars Nyheter/ Alunda, Gimo Öregrund Österbybruk Östhammar. Upplagan var 2000 då tidningen startade. max upplagan var 2800 och minimiupplagan 2010 och 2014 var bara 1700. Annonsomfattning var 34,3% i genomsnitt.

## Redaktion och ägare
Redaktionsort  var Östhammar under hela utgivningstiden. Tidningen var politiskt obunden, senare benämnt oberoende. Utgivningsfrekvens för utgivningen var en dag i veckan, 1996-2013  på torsdagar och 2014-2015 fredagar.
Förlagsnamn från 3 oktober 1996 till 29 april 2004 var Östhammars media aktiebolag. Fria tidningar ekonomiska förening tog över 6 maj 2004 till slutet av 2012. 2013 till tidningens nedläggning var det Stockholms Fria Ekonomiska Förening som drev tidningen. Priset för tidningen var 1996 360 kr och steg sedan successivt till 730 kr sista utgivningsåret 2015
| Period                 | Ansvarig utgivare     | Period                 | Redaktör           |
| 1996-10-03--2004-04-29 | Laurell, My           | 2000-08-31--2004-04-29 | Laurell, My        |
| 2004-05-06--2006-03-23 | Falk, Tomas           | 2004-05-06--2004-05-13 | Falk, Tomas        |
| 2006-03-30--2006-12-21 | Andersson, Bodil      | 2011-01-08--2012-02-18 | Nyström, Susanne   |
| 2007-01-11--2008-04-17 | Carlberg, Lena        | 2012-02-25--2012-08-18 | Larsson, Leif      |
| 2008-04-24--2009-06-19 | Gustafsson, Thomas tf | 2012-08-25--2015-12-18 | Gustafsson, Thomas |
| 2009-06-27--2009-09-27 | Carlberg, Lena        | 2013-11-01--2015-12-18 | Carlberg, Lena     |
| 2009-07-04--2012-02-18 | Nyström, Susanne      |                        |                    |
| 2012-02-25--2012-08-18 | Larsson, Leif         |                        |                    |
| 2012-08-25--2015-12-18 | Gustafsson, Thomas    |                        |                    |

## Tryckeri
Tidningen trycktes som tabloid i fyrfärg hela utgivningen. Tryckerierna framgår av tabellen nedan. Sidantal var inledningsvis varierande mellan 16 och 28 sidor, från 2001 till 2010 hade tidningen hela tiden 16 sidor. 2013 steg sidantalet ibland till 24 sidor för att återgå till 16 sidor de två sista åren.
| Period                 | Tryckeri                               | Ort        |
| 1996-10-03--2000-12-21 | Enköpingspostens tryckeri              | Enköping   |
| 2001-01-04--2001-12-31 | Norrtelje tidningstryck, AB            | Norrtälje  |
| 2002-01-04--2003-04-30 | Tabloidtryck i Norden AB               | Norrtälje  |
| 2003-05-08--2009-03-26 | Aktiebolag Upsala nya tidning tryckeri | Uppsala    |
| 2009-04-04--2014-09-26 | V-TAB                                  | Norrtälje  |
| 2014-10-03--2015-01-23 | V-TAB                                  | Södertälje |
| 2015-01-30--2015-05-29 | V-TAB                                  | Örebro     |
| 2015-06-05--2015-12-18 | V-TAB                                  | Landvetter |

## Nedläggning
I Upsala nya tidning förklaras tidningens nedläggning: Antalet prenumeranter har minskat de senaste två åren och för Östhammars Nyheters del är vi nu under 1500, som är den nedre gränsen för att få presstöd. Vi hade länge ungefär 2000 prenumeranter, men ökad bevakning från bland annat UNT har gjort konkurrensen tuffare, säger Marcella Simms. Annonsflödet har också förändrats och annonserna på nätet har drabbat papperstidningar dessutom fanns det 2015 flera annonsbaserade tidningar i Östhammar.